# Septentrinna retusa
Septentrinna retusa là một loài nhện trong họ Corinnidae.
Loài này thuộc chi Septentrinna. Septentrinna retusa được Frederick Octavius Pickard-Cambridge miêu tả năm 1899.